# Ilyrgis
Ilyrgis là một chi bướm đêm thuộc họ Erebidae.